# Кучкин, Сергей Андреевич
Сергей Андреевич Кучкин (1910—1981) — советский государственный и политический деятель, министр речного флота РСФСР (1960—1978). Крупный организатор развития российского речного флота.

## Биография
Родился в 1910 году в Царицыне. Член ВКП(б) с 1941 года.
С 1925 года — на общественной и политической работе. В 1925—1978 гг. — кочегар на пароходе Волжского госпароходства, конторщик, делопроизводитель в Сталинградской конторе госпароходства, глава комсомольско-молодежной пристани Балыклей, возглавлял Волго-Донской участок и речной вокзал Сталинградского порта, заместитель начальника Нижне-Волжского пароходства, начальник Бельского пароходства, начальник пароходства «Волготанкер» (1947—1954), начальник Волжского нефтеналивного пароходства, начальник Волжского объединённого пароходства, министр речного флота РСФСР (1960—1978).
Кучкиным был сделан большой вклад в создание Рыбинского, Горьковского, Куйбышевского и Волгоградского гидроузлов а также строительство Волго-Балтийского водного пути. Кучкиным была внедрена система очистки судов от остатков нефтепродуктов.
Был вице-президентом постоянной международной ассоциации конгрессов по судоходству.
Избирался депутатом Верховного Совета РСФСР 6-го, 7-го, 8-го, 9-го созывов.
Умер 10 августа 1981 года.

## Увековечение
В честь Сергея Андреевича в 1981 году был назван трехпалубный теплоход, который носил это имя до 1999 года. В 2000 году в честь Сергея Андреевича был назван четырёхпалубный теплоход.